# Erkner
Erkner település Németországban, azon belül Brandenburgban. Lakosainak száma 12 008 fő (2023. december 31.).

## Népesség
A település népességének változása:
| Lakosok száma | 11 580 | 11 668 | 11 935 | 11 840 | 11 970 | 12 008 |
|               | 2010   | 2015   | 2020   | 2021   | 2022   | 2023   |